# Stazione di Himeji
La stazione di Himeji (姫路駅?, Himeji-eki) è la principale stazione ferroviaria servente la città di Himeji, nella prefettura di Hyōgo. È gestita da JR West e viene servita dalle linee JR Kobe (facente parte della linea principale Sanyō), Bantan e Kishin, nonché dal treno ad alta velocità Sanyō Shinkansen. 
A fianco del fabbricato si trova la Stazione di Himeji Sanyō delle Sanyō Electric Railway.

## Storia
La stazione di Himeji fu aperta dalle Ferrovie del Sanyō' sulla linea principale Sanyō nel 1888. All'epoca le stazioni venivano solitamente costruite lontano dal centro urbano, ma la stazione di Himeji venne realizzata vicino alle antiche mura cittadine, alla fine della via principale (Ōtemae-dōri). L'attuale stazione è stata costruita sopra una porzione di antiche mura, e la vicinanza al centro era utile a parte dell'esercito che si trovava all'interno del castello di Himeji. Nel 1894 arrivò la linea Bantan, allora privata, e nel 1930 fu la volta della linea Kishin. Con l'apertura del Sanyō Shinkansen nel 1972 la stazione venne ulteriormente ingrandita, e i tempi di collegamento con Tokyo sono ora sotto le 3 ore e mezzo. 
Fra il 17 gennaio e l'8 aprile 1995, a causa del disastroso grande terremoto di Kobe parte del tracciato del Sanyō Shinkansen rimase bloccato.

## Linee

### Treni
- JR West
  - Linea principale Sanyō
  - Linea JR Kōbe
  - Linea Kishin
  - Linea Bantan
  - Sanyō Shinkansen

### Binari
| 1-2   | ■ Linea Bantan           | per Teramae e Wadayama Espresso limitato "Hamakaze" per Osaka e Kyōto                                                                                            |
| 3-4   | ■ Linea Kishin           | per Harima-Shingū e Sayō |
| 5-6   | ■ Linea JR Kōbe          | per Nishi-Akashi, Sannomiya e Osaka Espresso limitato "Super Hakuto" per Osaka Espressi limitati "Sunrise Izumo" e "Sunrise Seto" per Shizuoka, Yokohama e Tokyo |
| 7-8   | ■ Linea principale Sanyō | per Aioi, Banshu-Akō, stazione di Kamigōri e Okayama |
| 11    | ■ Sanyō Shinkansen       | per stazione di Shin-Ōsaka e stazione di Tokyo |
| 12-13 | ■ Sanyō Shinkansen       | per Okayama, Hakata e Kagoshima-Chūō |
| 12-13 | ■ Sanyo Shinkansen       | per Shin-Ōsaka e Tokyo partenti da Himeji |